# Johann Georg Schaser
Johann Georg Schaser (Nagyszeben, 1792. augusztus 21. – Nagyszeben, 1860. március 13.) erdélyi szász evangélikus lelkész és történész.

## Élete
Polgári szülők gyermeke. A gimnáziumot szülővárosában látogatta; 1814 elejétől 1815 végéig pedig a tübingeni egyetemen tanult. Hazájába visszatérve, gimnáziumi tanár volt Nagyszebenben, ahol az idősebb Josef Bruckenthal báró házánál magántanítói állást foglalt el és felhasználta a báró gazdag könyvtárát és levéltárát; ez által nagyban gyarapodott a szász nemzeti és egyháztörténelmi ismerete. Ezen búvárkodását nagyszebeni lelkész korában is folytatta, és nagymennyiségű jegyzeteket és másolatokat készített. 1828-tól Martin Reschnerrel (1791-1872) és Karl Neugeborennel (1789-1861) az erdélyi szászok középkori levéltárának összeállításán dolgozott. Miután egyházi szónoklataival jó hírnévre tett szert, 1835. február 6-án Dolmány hitközsége választotta lelkészének, ahol 1859-ig szolgált, egyszersmind a nagyszebeni káptalan dékáni hivatalát is viselte 1856. június 25-től 1858 végéig; mely tisztségéről mellbaja miatt leköszönt, és 1859 decemberében lelkészi állásától is megvált. Ezután véglegesen Nagyszebenbe vonult vissza, itt is hunyt el. Az ő tulajdonában volt a nagyszebeni Luxemburg-ház.

## Munkái
- De jure Flandrensi Saxonum Transsylvanorum Dissertatio. Cibinii, 1822.
- Denkwürdigkeiten aus dem Leben des Albert Huet, Hermannstädter Königsrichters. Ein Beitrag zur Geschichte seiner Zeit. Uo. (Transsilvania II. 97-165. l.)
- Das Wiederaufleben der evang. lutherischen Kirche zu Klausenburg. Ein Beitrag zur siebenbürg.-sächsischen Kirchengeschicte. Uo. (Archiv des Vereins für siebenbürgische Landeskunde. II. 53-77. l.)
- Geschichte des Hermannstädter Capitels. Uo. 1848.
- Denkwürdigkeiten aus dem Leben des Freyherrn Samuel v. Bruckenthal, Gubernators von Siebenbürgen. Aus archivarischen Quellen gesammelt. Uo. 1848.

### Kéziratban
- Versuch zu einem kirchlichen Staatsrecht der Siebenbürger evang. Sachsen A. B. (Ivrét 39 oldal, 1852. febr. 1. a fő-consistoriumhoz benyújtva); oklevél-másolatai 1189-1830-ig 1100 drb, melyeket a nagyszebeni Bruckenthal-Museumnak ajándékozott.